# NGC 145
NGC 145 = Arp 19 ist eine Balkenspiralgalaxie vom Hubble-Typ SB(s)dm im Sternbild Walfisch am Südsternhimmel. Sie ist rund 188 Millionen Lichtjahre von der Milchstraße entfernt und hat einen Durchmesser von etwa 100.000 Lichtjahren.
Halton Arp gliederte seinen Katalog ungewöhnlicher Galaxien nach rein morphologischen Kriterien in Gruppen. Diese Galaxie gehört zu der Klasse Dreiarmiger Spiralgalaxien (Arp-Katalog). NGC 145 wurde am 9. Oktober 1828 von dem britischen Astronomen John Frederick William Herschel entdeckt.